# Greatest Hits I & II
Greatest Hits I & II je box set britanskog rock sastava "Queen" koji je objavljen 7. studenog 1994. godine. Sadrži albume Greatest Hits iz 1981. godine i Greatest Hits II iz 1991. godine.

## Greatest Hits
1. "Bohemian Rhapsody" (Mercury) -	5:55
2. "Another One Bites the Dust" (Deacon) - 3:36
3. "Killer Queen" (Mercury) - 2:57
4. "Fat Bottomed Girls" (May) - 3:16
5. "Bicycle Race" (Mercury) - 3:01
6. "You're My Best Friend" (Deacon) - 2:52
7. "Don't Stop Me Now" (Mercury) - 3:29
8. "Save Me" (May) - 3:48
9. "Crazy Little Thing Called Love" (Mercury) - 2:42
10. "Somebody to Love" (Mercury) - 4:56
11. "Now I'm Here" (May) - 4:10
12. "Good Old-Fashioned Lover Boy" (Mercury) - 2:54
13. "Play the Game" (Mercury) - 3:33
14. "Flash" (May) -	2:48
15. "Seven Seas of Rhye" (Mercury) -2:47
16. "We Will Rock You" (May) - 2:01
17. "We Are the Champions"  (Mercury)

## Greatest Hits II
1. "A Kind of Magic" (Taylor) – 4:22
2. "Under Pressure" (Mercury - May - Taylor - Deacon - Bowie) – 3:56
3. "Radio Ga Ga" (Taylor) – 5:43
4. "I Want It All" (May) – 4:01
5. "I Want to Break Free" (Deacon) – 4:18
6. "Innuendo" (Mercury - May - Taylor - Deacon) – 6:27
7. "It's a Hard Life" (Mercury) – 4:09
8. "Breakthru" (Mercury - Deacon) – 4:09
9. "Who Wants to Live Forever" (May) – 4:57
10. "Headlong" (May) – 4:33
11. "The Miracle" (Mercury) – 4:54
12. "I'm Going Slightly Mad" (Mercury) – 4:07
13. "The Invisible Man" (Taylor) – 3:58
14. "Hammer to Fall" (May) – 3:40
15. "Friends Will Be Friends" (Mercury) – 4:08
16. "The Show Must Go On" (May - Mercury) – 4:23
17. "One Vision" (Mercury - May - Taylor - Deacon) – 4:02